# Federació Sãotomenca de Futbol
La Federació Sãotomenca de Futbol (FSF) —en portuguès: 'Federação Santomense de Futebol— és la institució que regeix el futbol a São Tomé i Príncipe. Agrupa tots els clubs de futbol del país i es fa càrrec de l'organització de la Lliga de São Tomé i Príncipe de futbol i la Copa. També és titular de la Selecció de futbol de São Tomé i Príncipe absoluta i les de les altres categories.
Va ser formada el 1975.
- Afiliació a la FIFA: 1986
- Afiliació a la CAF: 1986